# 西米谷
西米谷（英語：Simi Valley）是美國加利福尼亞州文圖拉縣的一個城市，位於該縣東南部。面積102.2平方公里，2006年人口121,288人。
原稱Simipolis，1910年縮寫為Simi。1969年建市時改為現今的名稱。羅納德·里根總統圖書館位於該市。